# نیچی گاکان
نیچی گاکان (انگلیسی: Nichii Gakkan) شرکت تجهیزات پزشکی ژاپنی است، که در سال ۱۹۶۸ تأسیس شد.